# Yuki Matsuoka
Pour les articles homonymes, voir Matsuoka.
Yuki Matsuoka (松岡 由貴, Matsuoka Yuki) est une doubleuse (Seiyū) japonaise née à Ōsaka le 13 septembre 1970. Depuis 1999, elle a campé de nombreux rôles, notamment celui d'Ayumu "Ôsaka" Kasuga dans Azumanga Daïoh, et d'Inoue Orihime dans Bleach.

## Rôles

### Anime(télévision)

#### 1998
- Yume no Crayon Oukoku (Shakachikku)

#### 1999
- Ojamajo Doremi (Aiko Senoo)

#### 2000
- Ojamajo Doremi:# (Aiko Senoo)

#### 2001
- Mo~tto! Ojamajo Doremi (Aiko Senoo)
- Cosmic Baton Girl Comet-san (Nene Toukichi)
- Haré+Guu (Mary)

#### 2002
- Ojamajo Doremi DOKKAAN! (Aiko Senoo)
- Magical Shopping Arcade Abenobashi (Arumi Asahina)
- Azumanga Daioh (Ayumu "Osaka" Kasuga)
- Hamtaro (Hitomi-chan)
- Petite Princess Yucie (Glenda)
- Getbackers (Otowa Madoka)

#### 2003
- .hack//Legend of the Twilight (Mireille)
- Stellvia as (Arisa Glennorth, Mia Glennorth "la sœur d'Arisa")
- Mermaid Melody (Eriru)
- Scrapped Princess (Seness Lulu Giat)
- D.C. ~Da Capo~ (Mako Mizukoshi)
- Maburaho (Kuriko Kazetsubaki)

#### 2004
- Elfen lied (Nana)
- Futari wa Pretty Cure (Sanae Yukishiro enfant)
- Saiyuki Gunlock (Shudou/Junhua)
- Negima! (Evangeline A.K. McDowell)
- Girls Bravo (Risa Fukuyama)
- Magical Girl Lyrical Nanoha (Amy Limiette)
- Bleach (Orihime Inoue, Ichigo Kurosaki enfant)
- Grenadier ~hohoemi no senshi~ (Mikan Kurenai)

#### 2005
- Mahou Sensei Negima (Evangeline A.K. McDowell)
- Glass no Kamen (Yuki Egawa)
- Best Student Council (Rein Tsunomoto)
- Onegai My Melody (Kuromi)
- Trinity Blood (Seth Nightroad)
- D.C.S.S. ~Da Capo Second Season~ (Mako Mizukoshi)
- Magical Girl Lyrical Nanoha A's (Amy Limiette)
- La Fille des enfers (Chie Tanuma)

#### 2006
- Hanbun no tsuki ga noboru sora (Miyuki Mizutani)
- Suzumiya Haruhi no yūutsu (Tsuruya)
- Otogi-Jushi akazukin (Lily)
- Chocotto Sister (Miu Serizawa)
- Onegai My Melody: KuruKuru Shuffle! (Kuromi)
- Negima!? (Evangeline A.K. McDowell)
- Bakumatsu Kikansetsu Irohanihoheto (Kobako)
- Inukami! (Sendan)
- Nanatsuiro Drops Pure (Yuki Nona)

#### 2007
- Nagasarete Airantou (sakuya)
- Kyôshirô to towa no sora (Setsuna)
- Onegai My Melody: Sukkiri (Kuromi)
- Lovely Complex (Mayu Kanzaki)

#### 2008
- Shigofumi (Kanaka)
- Onegai My Melody: Kirara (Kuromi)
- Amatsuki (Shinshu)

#### 2009
- Princess Lover! (Yuu Fujikura)
- La Mélancolie de Haruhi Suzumiya (Tsuruya-san)
- Ikkitousen: Great Guardians (Saji Genpou)
- Tegami Bachi (Nero)

#### 2010
- Omamori Himari (Kuesu Jinguuji)
- Ikkitousen: Xtreme Xecutor (Saji Genpou)
- Amagami SS (Kanae Itō)

#### 2011
- Kore wa Zombie desu ka? (Delusion Eucliwood #7)
- Mirai Nikki (Hinata Hino)

#### 2012
- Kuromajo-san ga Toru!! (Mai Ichiro)
- Tantei Opera Milky Holmes II (Coron-chan)

### Jeux vidéo

#### 2020
- World's End Club (Mowchan)